# 3457 Arnenordheim
3457 Arnenordheim è un asteroide della fascia principale. Scoperto nel 1985, presenta un'orbita caratterizzata da un semiasse maggiore pari a 2,8533898 UA e da un'eccentricità di 0,0558818, inclinata di 3,25019° rispetto all'eclittica.